# Lawrence Tibbett
Lawrence Mervil Tibbett (ur. 16 listopada 1896, zm. 15 lipca 1960) – amerykański aktor filmowy i śpiewak operowy.

## Filmografia
- 1930: Pieśń skazańca jako Yegor
- 1931: New Moon jako porucznik Michael Petroff
- 1936: Pod twoim urokiem jako Anthony Allen

## Nagrody i nominacje
Za rolę Yegora w filmie Pieśń skazańca został nominowany do Oscara.